# Vairon-brochet
Belonesox belizanus
Genre
Espèce
Le vairon-brochet (Belonesox belizanus) est une espèce de poissons d'eau douce tropical. C'est la seule espèce du genre Belonesox.

## Répartition
Ces poissons se rencontrent à l'est de l'Amérique centrale (Mexique, Nicaragua).

## Description
Ils peuvent vivre de 2 à 6 ans. Les femelles mesurent jusqu'à 20 cm, alors que les mâles, plus petits que les femelles, ne mesurent que 10 cm.

## Alimentation
Les vairons brochet sont des carnivores ils peuvent se nourrir de larve d'insecte, de petits crustacés d'eau douce et aussi des alevins ou des petits poisson, ils consomment même des membres de leur famille comme des guppys, des platys...

## Comportement
Cette espèce se distingue des autres Poeciliidae par leur agressivité. Ils se nourrissent des guppys et platys, qui sont beaucoup plus petits qu'eux. Cependant, malgré leur voracité, ils ne s'attaquent pas aux individus de leur espèce.

## Reproduction
Ce poisson est ovovivipare. Les femelles mettent au monde entre 80 et 100 alevins à la fois. Il convient de séparer les alevins de la mère qui risque de les attaquer et les dévorer.

## Maintenance en captivité
Ils aiment une eau comprise entre 25-30 °C avec un pH légèrement alcalin compris entre 7.0 et 8.0 et d'une dureté moyennement élevée comprise entre 10°d GH et 25°d GH.
| Origine         | Amérique centrale | Eau           | eau douce |
| Dureté de l'eau | 10-25 °GH         | pH            | 7-8       |
| Température     | 25-30 °C          | Volume mini.  |           |
| Alimentation    | proies vivantes   | Taille adulte | 10-20     |
| Reproduction    | ovovivipare       | Zone occupée  |           |
| Sociabilité     | agressif          | Difficulté    |           |

## Autres membres de sa famille
- Gambusia affinis
- Xiphophorus hellerii (Xipho)
- Xiphophorus maculatus (Platy)
- Poecilia velifera (Molly voile, mâle et femelle)
- Poecilia sphenops (Molly)
- Poecilia latipinna
- Poecilia reticulata (Guppy)